# Prothema belli
Prothema belli es una especie de escarabajo longicornio del género Prothema, tribu Prothemini, subfamilia Cerambycinae. Fue descrita científicamente por Gardner en 1926.

## Descripción
Mide 11,5 milímetros de longitud.

## Distribución
Se distribuye por India.